# Französische Rugby-Union-Meisterschaft 1920/21
Die Saison 1920/21 war die 25. Austragung der französischen Rugby-Union-Meisterschaft (französisch Championnat de France de rugby à XV). Sie umfasste 24 Mannschaften in der ersten Division (heutige Top 14). Nachdem bisher die Union des sociétés françaises de sports athlétiques für die Organisation der Meisterschaft zuständig gewesen war, übernahm nun die neu gegründete Fédération française de rugby die Verantwortung.
Nach einer regionalen Qualifikationsrunde trafen die Mannschaften zunächst in zwei K.-o.-Runden aufeinander. Es blieben sechs Mannschaften übrig, die in die Halbfinalrunde einzogen. Diese umfasste zwei Dreiergruppen, wobei die Gruppenersten ins Finale einzogen. Im Endspiel, das am 17. April 1921 im Parc des Sports de Sauclières in Béziers stattfand, spielten die beiden Gruppenersten um den Bouclier de Brennus. Dabei setzte sich die US Perpignan gegen Stade Toulousain durch und errang zum zweiten Mal den Meistertitel.

## Erste Runde
| Datum        | Begegnung                       | Ergebnis |
| ------------ | ------------------------------- | -------- |
| 6. Feb. 1921 | CA Périgueux – Aviron Bayonnais | 00:05    |
| 6. Feb. 1921 | AS Béziers – FC Grenoble        | 06:0     |
| 6. Feb. 1921 | RC Toulon – US Perpignan        | 05:24    |
| 6. Feb. 1921 | Red Star Olympique – SLUC Nancy | 21:03    |
| 6. Feb. 1921 | FC Lyon – Racing Club de France | 00:22    |
| 6. Feb. 1921 | Stade Saint-Gaudinois – SU Agen | 12:0     |
| 6. Feb. 1921 | Stade Nantais – Stade Bordelais | 00:03    |
| 6. Feb. 1921 | US Dax – SA Rochefort           | 32:0     |
| 6. Feb. 1921 | US Cognac – Stadoceste Tarbais  | 00:20    |
| 6. Feb. 1921 | SA Bordeaux – Le Havre AC       | 09:0     |
| 6. Feb. 1921 | CA Brive – Stade Toulousain     | 00:09    |
| 6. Feb. 1921 | AS Bayonne – Stade Poitevin     | 03:0     |

## Zweite Runde
| Datum         | Begegnung                                     | Ergebnis |
| ------------- | --------------------------------------------- | -------- |
| 20. Feb. 1921 | Aviron Bayonnais – AS Béziers                 | 00:0     |
| 20. Feb. 1921 | US Perpignan – Red Star Olympique             | 12:0     |
| 20. Feb. 1921 | Racing Club de France – Stade Saint-Gaudinois | 06:0     |
| 20. Feb. 1921 | Stade Bordelais – US Dax                      | 04:0     |
| 20. Feb. 1921 | Stadoceste Tarbais – SA Bordeaux              | 15:3     |
| 20. Feb. 1921 | Stade Toulousain – AS Bayonne                 | 09:0     |

| Datum         | Begegnung                     | Ergebnis |
| ------------- | ----------------------------- | -------- |
| 13. März 1921 | Aviron Bayonnais – AS Béziers | 6:0      |

## Halbfinalrunde

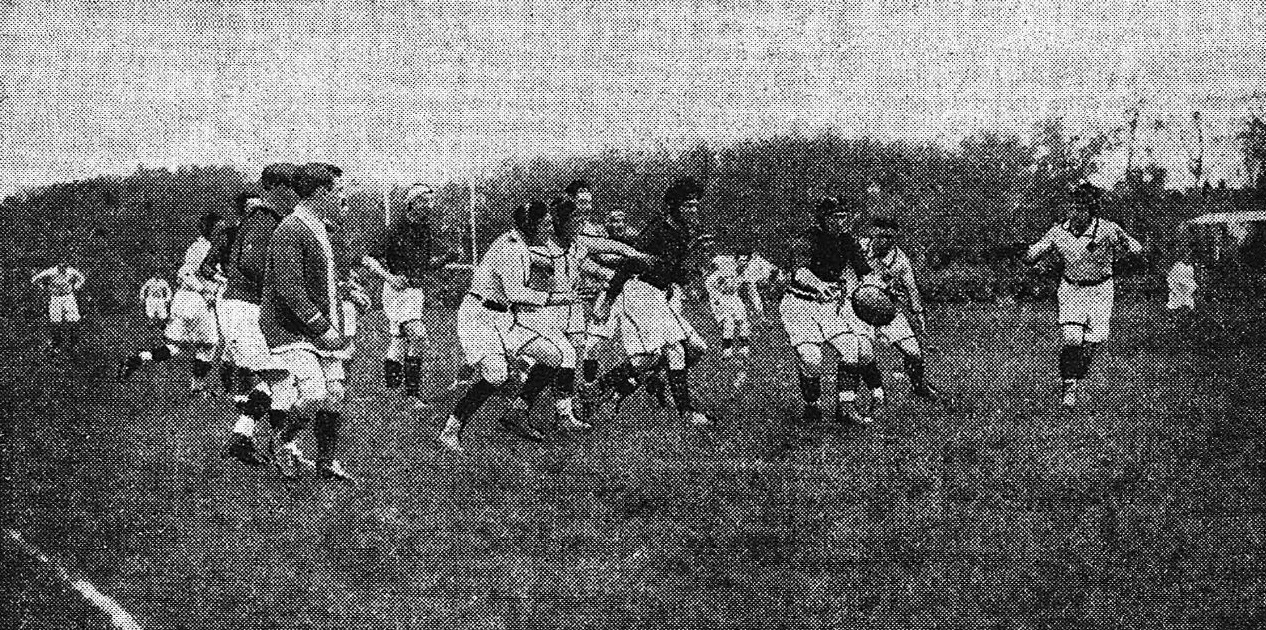
Spielszene im Meisterschaftsfinale

|    | Team               | Siege | Unent. | Ndlg. | Spiel- punkte | Diff. | Tabellen- punkte |
| -- | ------------------ | ----- | ------ | ----- | ------------- | ----- | ---------------- |
| 1. | Stade Toulousain   | 2     | 0      | 0     | 27:11         | + 16  | 6                |
| 2. | Stadoceste Tarbais | 1     | 0      | 1     | 9:12          | − 3   | 4                |
| 3. | Aviron Bayonnais   | 0     | 0      | 2     | 11:24         | − 13  | 2                |

|    | Team                  | Siege | Unent. | Ndlg. | Spiel- punkte | Diff. | Tabellen- punkte |
| -- | --------------------- | ----- | ------ | ----- | ------------- | ----- | ---------------- |
| 1. | US Perpignan          | 2     | 0      | 0     | 20:3          | + 17  | 6                |
| 2. | Racing Club de France | 1     | 0      | 1     | 6:5           | + 1   | 4                |
| 3. | Stade Bordelais       | 0     | 0      | 2     | 0:18          | − 18  | 2                |

## Finale
| 17. April 1921 | US Perpignan                         | 5:0     | Stade Toulousain | Parc des Sports de Sauclières, Béziers Zuschauer: 20.000 Schiedsrichter: Robert Dussaut |
| 17. April 1921 | Versuche: Duron Erhöhungen: Marmayou | Bericht |                  | Parc des Sports de Sauclières, Béziers Zuschauer: 20.000 Schiedsrichter: Robert Dussaut |

Aufstellungen
US Perpignan: Louis Argelès, Joseph Barante, Étienne Cayrol, Fernand Duron, Louis Dutrey, Raoul Got, Marcel Henric, Joseph Marmayou, Joseph Martorel, Roger Mauran, Joseph Pascot, Roger Ramis, René Salinié, Noël Sicart, Fernand Vaquer
Stade Toulousain: Jean Bacquey, Jean Bayard, J. Berjeaut, Alex Bioussa, Joseph Dournac, Henri Galau, Jean Larrieu, Émile Larrouy, Marcel-Frédéric Lubin-Lebrère, Léon Nougal, Pierre Pons, Alfred Prévost, Louis Puech, Francis Soubé, Philippe Struxiano